# Martinikerk (Groningen)

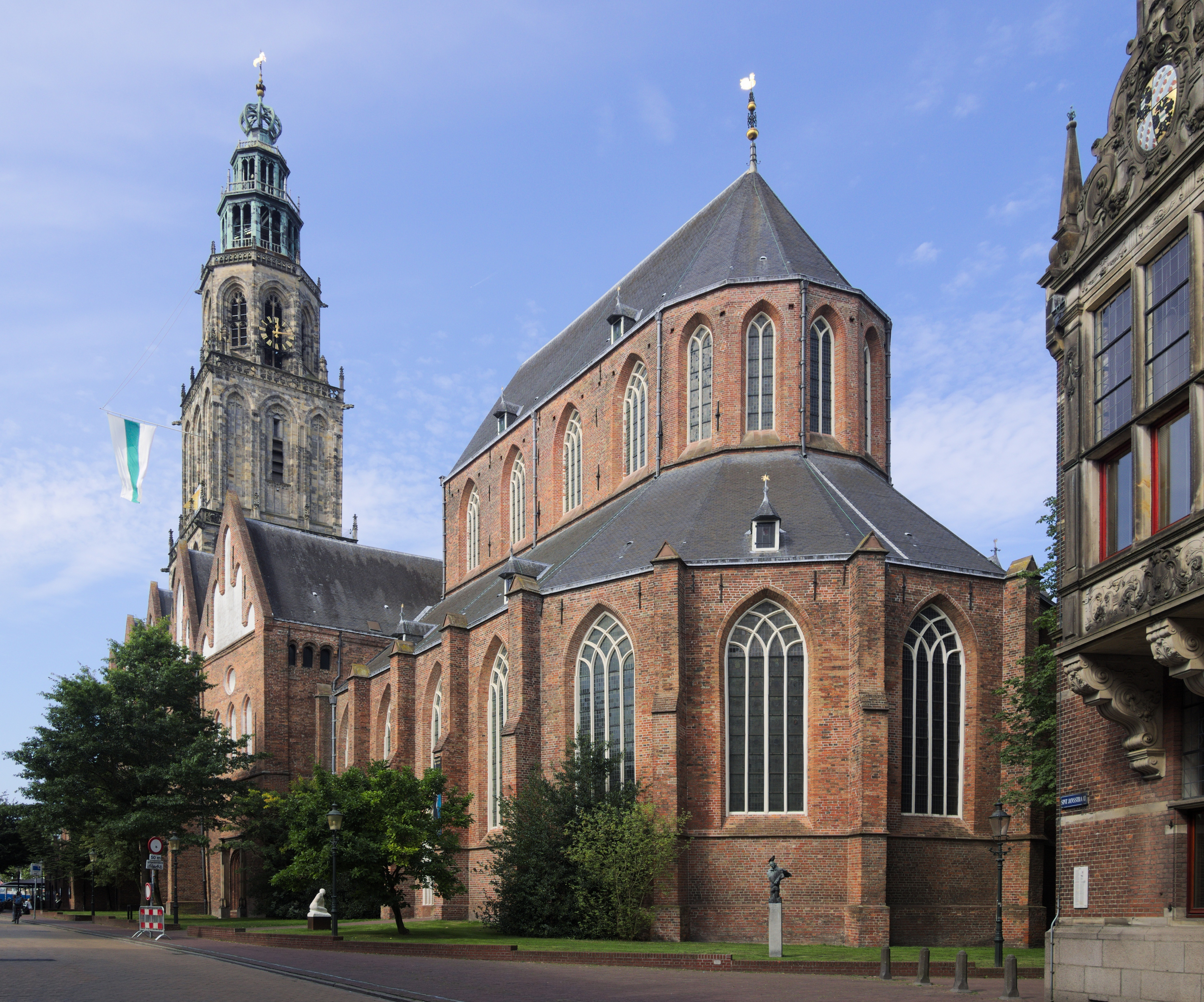
Backsteingotik, dabei basilikaler Umgangschor wie St. Petri in Riga, aber Turm mit Bentheimer Sandstein verblendet

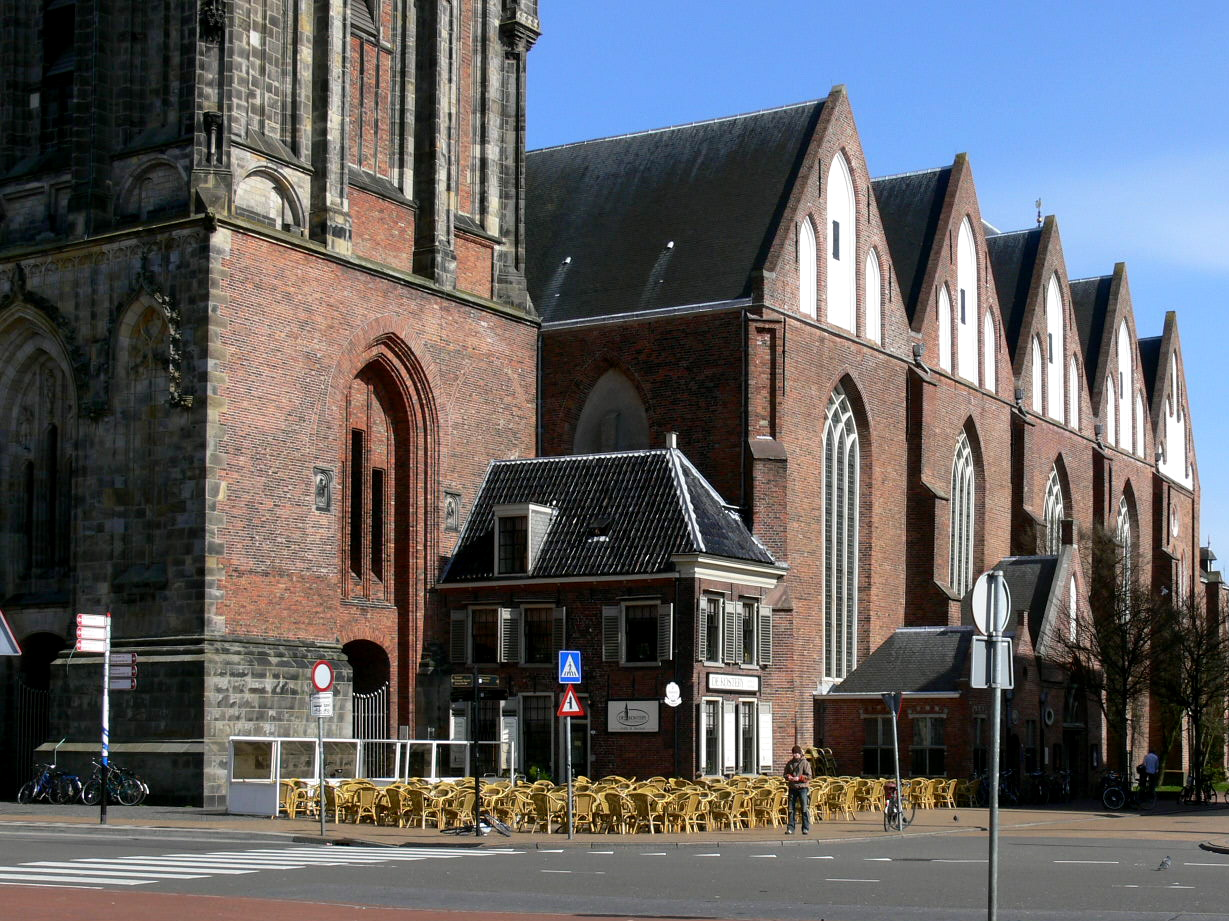
Hallenschiff mit „Bremer“ Querdächern und „ostdeutschen“ Blendengiebeln

Die reformierte Martinikerk ist die älteste Kirche in der niederländischen Stadt Groningen.

## Geschichte
Archäologisch sind mehrere Vorgängerbauten der Martinikerk nachgewiesen. Eine hölzerne Kirche entstand um 800, die vermutlich im frühen 10. Jahrhundert durch einen Bau aus Tuffstein ersetzt wurde.

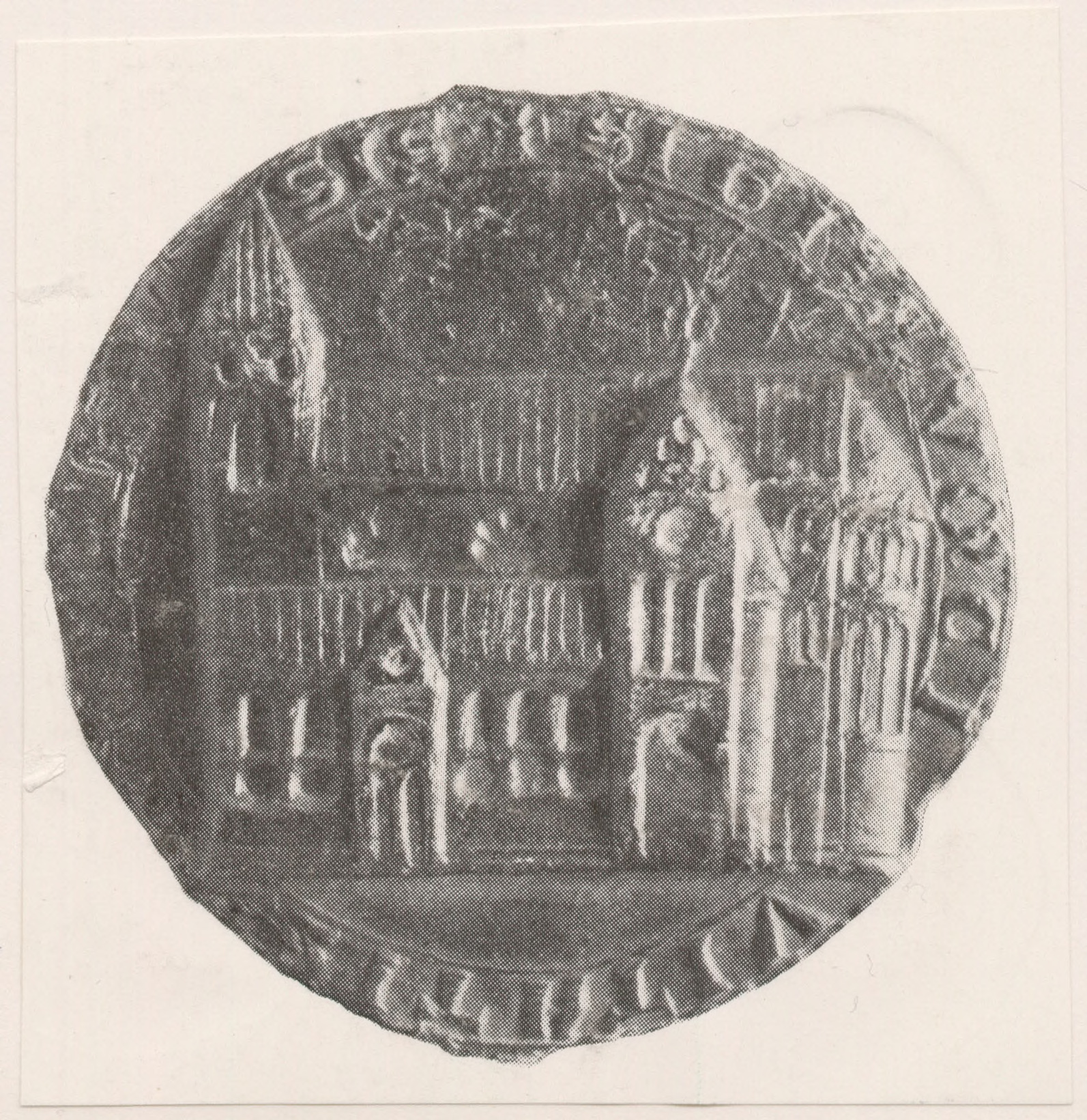
Groninger Stadtsiegel von 1245 mit romano-gotischer Martinikerk

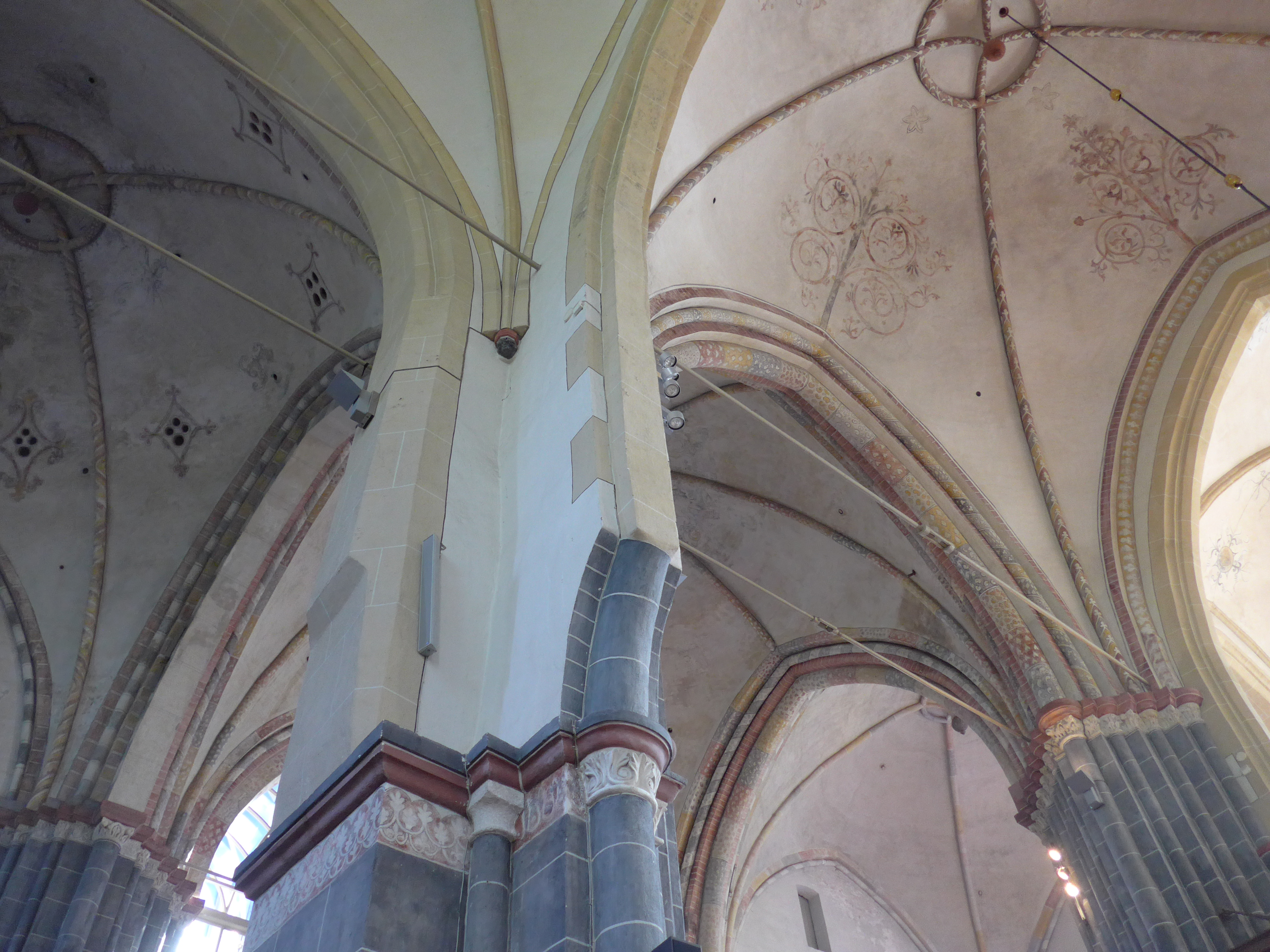
Gewölbe im Langhaus, 15. Jahrhundert. Deutlich erkennbar sind die abgeschnittenen Reste der Gurtbögen aus dem 13. Jahrhundert, die um 1450 durch steilere überhöht wurden.

In der ersten Hälfte des 13. Jahrhunderts wurde an deren Stelle im Stil der Romano-Gotik aus Backstein eine Kreuzbasilika mit rechteckigem Chor und östlichen Apsiden errichtet. Diese Kirche ist auf dem Stadtsiegel von 1245 dargestellt.
In der ersten Hälfte des 15. Jahrhunderts setzte ein durchgreifender hochgotischer Umbau des ganzen Gebäudes ein. In den 1450er Jahren wurde der Chor zu einem basilikalen Umgangschor erweitert. Aus diesem Neubau stammen die eng gestellten 13 Rundpfeiler, die Chor und Umgang scheiden. Das Langhaus wurde anschließend als Hallenkirche ausgebaut. Die Langhauspfeiler wurden beibehalten, aber alle Gewölbe wurden deutlich erhöht. Die Baumaßnahmen sind oberhalb der Kämpferzone deutlich erkennbar. Die teils runden Arkadenbögen des alten Langhauses sind abgeschnittenen und durch gestelzte Gurtbögen weitergeführt. Wie bei drei Bremer Kirchen wurde das Hallenschiff mit Querdächern versehen. Deren Giebeldreiecke tragen Spitzbogenblenden mit weiß verputzten Hintergründen, wie sonst für den Ostseeraum typisch. 1468 stürzte der alte Kirchturm ein, wobei das Kirchenschiff beschädigt wurde. Das Kirchenschiff wurde verlängert und ein neuer Turm entstand weiter westlich zwischen 1469 und 1482. Der 97 Meter hohe Kirchturm (Martinitoren) kann bestiegen werden. Er enthält zwölf Kirchenglocken, die immer noch von Hand geläutet werden.
1559 wurde die Martinikerk Bischofskirche des Bistums Groningen. Nach der Einnahme der Stadt Groningen durch Moritz von Oranien am 22. Juli 1594 wurde das Bistum aufgelöst. Zwei Tage später wurden die Altäre und die Heiligenbilder aus der Martinikerk entfernt; die Kirche wurde in eine reformierte Kirche umgewandelt und wiederum drei Tage später dort der erste reformierte Gottesdienst gefeiert. An die Ereignisse des 24. und des 27. Juli 1594 erinnert eine Tafel im rechten Seitenschiff. 1611 wurde der Kommandant des Staatenkastells Groningen, Johannes Corputius im Chor der Kirche beigesetzt. Corputius war Angehöriger des calvinistischen Glaubens und hatte für Moritz von Oranien und Wilhelm Ludwig von Nassau im Achtzigjährigen Krieg gekämpft. Auch der Gelehrte Johann Wessel wurde in der Kirche bestattet, ein Epitaph in der Kirche (an der Westwand) erinnert an ihn, die Tafel daneben zeigt den Ort seines Grabes an.
Im 17. Jahrhundert wurde die Dachlandschaft der Kirche bei Renovierungen stark verändert. Diese Maßnahme wurde auch wegen konstruktiver Mängel in den 1970er Jahren rückgängig gemacht.

## Ausstattung
Bedeutende Reste der secco ausgeführten Wandmalereien stammen aus dem 16. Jahrhundert, so die 12 Szenen aus dem Leben Jesu in den Blendarkaden des Hochchors, Ornamente sowie kleine figürliche Motive in den Gewölben. Sie waren in der Reformationszeit übertüncht und erst nach 1923 wieder freigelegt worden. Im Chorumgang befinden sich das große Gemälde „Die Kreuzabnahme Christi“ (1900), ein frühes Hauptwerk von Cornelis Jetses (1873–1955). und eine Reihe von sieben Gemälden der Groninger Künstler Egbert Modderman (1989–) zum Thema Werke der Barmherzigkeit.

## Orgel

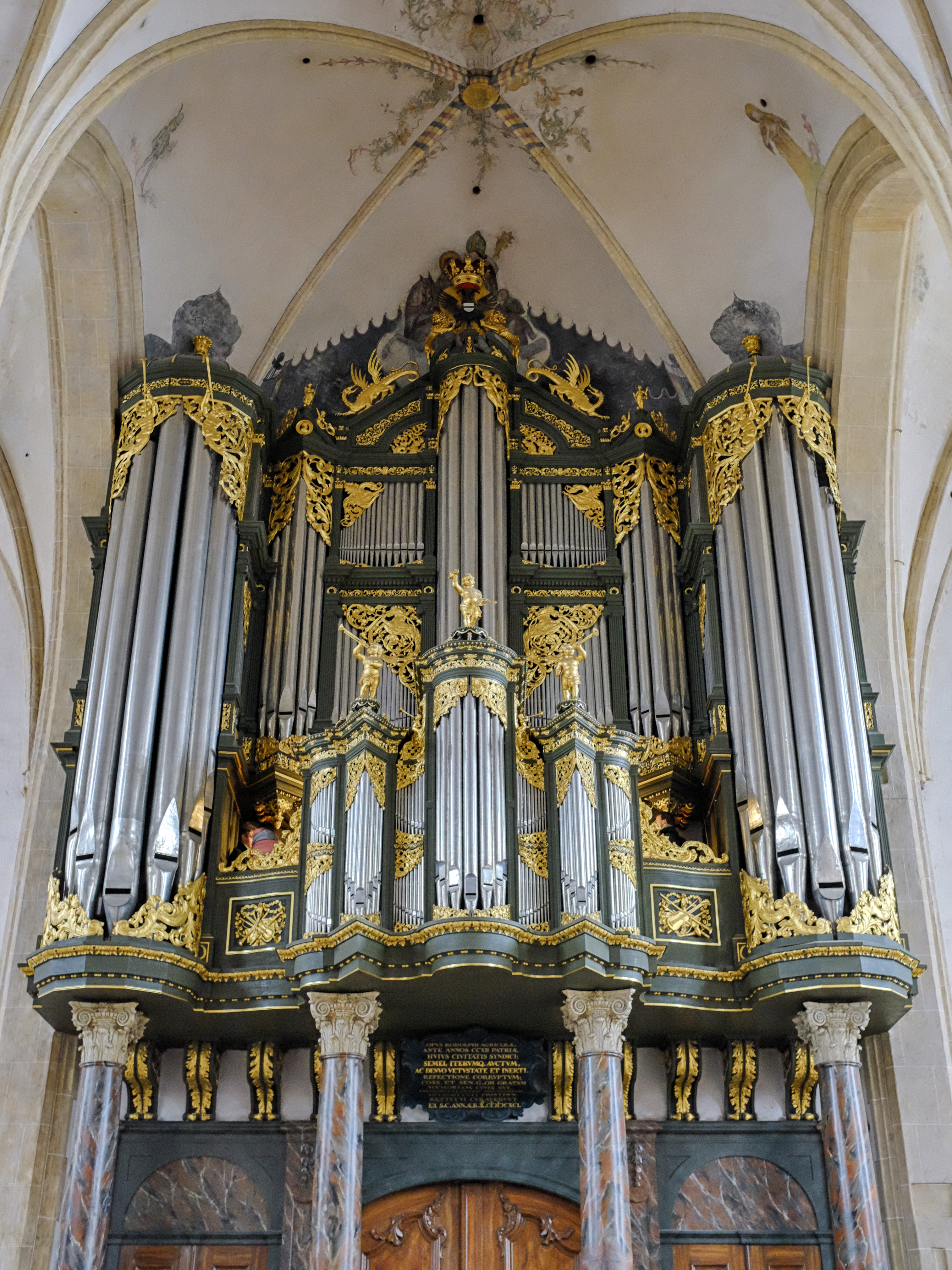
Arp-Schnitger-Orgel in der Martinikerk Groningen

Die erste Bauphase der berühmten Orgel der Martinikerk geht auf die Jahre 1450 und 1482 zurück. Ihre heutige Gestalt verdankt sie den Erweiterungen durch Arp Schnitger (1692), seinem Sohn Franz Caspar Schnitger (1729) und Albertus Antonius Hinsz (1740).

## Nutzung
Seit 1975 verwaltet die „Stichting Martinikerk Groningen“ die Kirche. Ziel der Stiftung ist es unter anderem, Einnahmen für den (baulichen) Unterhalt der Kirche zu erwirtschaften.
An Sonn- und Feiertagen dient sie nach wie vor gottesdienstlichen Zwecken.